# Романовка (Белгород-Днестровский район)
Романовка (укр. Романівка) — село, относится к Белгород-Днестровскому району Одесской области Украины.
Население по переписи 2001 года составляло 95 человек. Почтовый индекс — 67761. Телефонный код — 4849. Занимает площадь 0,36 км².

## Местный совет
67760, Одесская обл., Белгород-Днестровский р-н, с. Маразлиевка, ул. Комсомольская, 76